# El Choro (gemeente)
El Choro is een gemeente (municipio) in de Boliviaanse provincie Cercado in het departement Oruro. De gemeente telt naar schatting 10.549 inwoners (2018). De hoofdplaats is El Choro.

## Plaatsen
De volgende plaatsen zijn gelegen in de gemeente El Choro:
- Regantes Cruzero Belén 451 inw. – El Choro 185 inw. – Rancho Grande 161 inw. – Challacollo 108 inw. – Crucero Belén 74 inw. – San Felipe de Chaytavi 29 inw.